# Waldhof (Mannheim)
Waldhof is een stadsdeel van Mannheim in de Duitse deelstaat Baden-Württemberg.
Waldhof werd rond 1800 gesticht maar verdween al snel van de kaart vanwege de onvruchtbare bodem, het gebied behoorde tot de gemeente Luzenberg. In 1853 werd door het bedrijf Saint-Gobain de fabriek Spiegelmanufaktur Waldhof opgericht. Naast de fabriek werd de Spiegelkolonie aangelegd, een van de oudste arbeiderswijken van Duitsland. In 1882 werd Luzenberg een stadsdeel van Mannheim, maar Waldhof ging nu over op de gemeente Käfertal. In 1885 werd de fabriek Zellstoffabrik Waldhof in het gebied gesticht. Met de industrialisering van het gebied steeg ook het inwonersaantal. In 1897 werd ook Käfertal met Waldhof een stadsdeel van Mannheim.
De naam Waldhof is vooral bekend door de voetbalploeg SV Waldhof Mannheim, dat ooit in de Bundesliga speelde.